# Communauté de communes du Pays de Montauban-de-Bretagne
La communauté de communes du Pays de Montauban-de-Bretagne est une ancienne intercommunalité française située dans le département français d'Ille-et-Vilaine, région Bretagne. 
Elle appartient au Pays de Brocéliande.

## Histoire
La communauté de communes du Pays de Montauban-de-Bretagne a été créée le 30 décembre 1992 et regroupait les huit communes du canton de Montauban-de-Bretagne, soit 10 825 habitants (populations légales 2010) sur 13 193 hectares.
Le 1er janvier 2014, l'intercommunalité fusionne avec la communauté de communes du Pays de Saint-Méen-le-Grand pour former la communauté de communes Saint-Méen Montauban.

## Territoire communautaire

### Composition
Elle regroupait huit communes :
| Nom                           | Code Insee | Gentilé           | Superficie (km2) | Population (dernière pop. légale) | Densité (hab./km2) |
| ----------------------------- | ---------- | ----------------- | ---------------- | --------------------------------- | ------------------ |
| Montauban-de-Bretagne (siège) | 35184      | Montalbanais      | 42,96            | 5 063 (2014)                      | 118                |
| Boisgervilly                  | 35027      | Gervillois        | 19,95            | 1 607 (2014)                      | 81                 |
| La Chapelle-du-Lou            | 35060      | Chapellois        | 7,28             | 843 (2013)                        | 116                |
| Landujan                      | 35143      | Landujannais      | 14,32            | 976 (2014)                        | 68                 |
| Le Lou-du-Lac                 | 35158      |                   | 3,18             | 99 (2013)                         | 31                 |
| Médréac                       | 35171      | Médréaciens       | 35,02            | 1 800 (2014)                      | 51                 |
| Saint-M'Hervon                | 35301      | Saint-M'Hervonais | 2,46             | 548 (2014)                        | 223                |
| Saint-Uniac                   | 35320      | Saint-Uniacais    | 6,89             | 521 (2014)                        | 76                 |

### Démographie
| 1968  | 1975  | 1982  | 1990  | 1999  | 2006  | 2010   |
| ----- | ----- | ----- | ----- | ----- | ----- | ------ |
| 7 042 | 7 131 | 7 794 | 8 232 | 8 578 | 9 838 | 10 825 |

## Administration

### Siège
Le siège de la communauté de communes était à Montauban-de-Bretagne, 46 rue de Saint-Malo.

### Élus
|                       | Identité           | Qualité                                    |
| --------------------- | ------------------ | ------------------------------------------ |
| 1er                   | Serge Jalu         | Maire de Montauban-de-Bretagne             |
| 2e                    | Jean-Claude Omnès  | Maire de Médréac                           |
| 3e                    | Christian Lesimple | Adjoint au maire de Saint-Uniac            |
| 4e                    | Jean-Louis Gautier | Maire de Landujan                          |
| 5e                    | Hubert Guinard     | Adjoint au maire de Boisgervilly           |
| 6e                    | Valérie Galerne    | Adjointe au maire de Montauban-de-Bretagne |
| Source : Ouest-France |                    |                                            |

Le bureau communautaire comptait trois autres membres :
1. Edith Renaudin, maire du Lou-du-Lac
2. Fabien Briche, maire de Saint-M'Hervon
3. Patrick Herviou, maire de la Chapelle-du-Lou

### Liste des présidents
| Période                                    | Période           | Identité          | Étiquette    | Qualité                                      |
| ------------------------------------------ | ----------------- | ----------------- | ------------ | -------------------------------------------- |
| Syndicat intercommunal à vocation multiple |                   |                   |              |                                              |
| Les données manquantes sont à compléter.   |                   |                   |              |                                              |
| ?                                          | décembre 1992     | Yves Delahaie     | DVD          | Maire de Montauban-de-Bretagne (1972 → 1998) |
| Communauté de communes                     |                   |                   |              |                                              |
| décembre 1992                              | août 2000 (décès) | Yves Delahaie     | DVD          | Maire de Montauban-de-Bretagne (1972 → 1998) |
| novembre 2000                              | avril 2008        | Claude Bazin      | UDF puis UMP | Maire de Montauban-de-Bretagne (1998 → 2008) |
| avril 2008                                 | décembre 2013     | Bernard Piedvache | DVG          | Maire de Boisgervilly (2001 → )              |